# Patu-iki
Patu-iki ("cap de caps") és el títol donat als reis de l'illa de Niue, a l'oceà Pacífic.
Abans de l'inici del segle XVIII, no hi havia cap govern organitzat a l'illa, el poder era en mans dels caps locals. El règim dels patu-iki comença cap al 1700 amb l'ascens de Puni-mata, fins al vuitè Patu-iki, Togia-Pula-toaki, quan l'illa es va convertir en un protectorat de l'Imperi Britànic el 1900.
Es diu que el sistema monàrquic de Niue es va formar després de l'augment del contacte amb els sistemes monàrquics existents a les illes de Tonga i Samoa. El sistema de Niue era no hereditari, amb reis elegits per la població. entre els caps de famílies influents.